# Nina Hoss
Nina Hoss (Stuttgart, Baden-Württemberg, 7 de juliol 1975) és una actriu alemanya de cinema i teatre.

## Carrera professional
Filla de Willi Hoss i de Heidemarie Rohweder, va començar a actuar en obres de teatre de ràdio a l'edat de set anys i va pujar a un escenari per primera vegada a l'edat de 14 anys.
El 1997 es va graduar a l'Academia d'art dramàtic Ernst Busch de Berlín. El seu primer gran èxit va ser el 1996 amb el paper de Rosemarie Nitribitt al telefilm Das Mädchen Rosemarie de Bernd Eichinger, un drama d'època basat en un escàndol real de la dècada de 1950 que mira amb ironia als dies del miracle econòmic alemany de postguerra. El 2000 va rebre un dels premis Shooting Stars de la Berlinale.
Ha guanyat el Premi Adolf Grimme pel seu paper al film Und keiner weint mir nach(2003) i al film Wolfsburg (2005), del director Christian Petzold. Amb la interpretació a Yella ha guanyat l'Os de Plata a la millor actriu del Festival de Cinema Internacional de Berlín del 2007 i el Premi del Cinema Alemany el 2008. Al film Barbara (Christian Petzold) interpreta una metge exiliada a l'Alemanya Oriental a l'estiu 1980. Aquest film s'estrenà al Festival de Cinema Internacional de Berlín el 2011 i el Festival Internacional de Cinema de Toronto el 2012.
Nina Hoss ha estat membre dels jurats del Festival Internacional de Cinema de Locarno el 2009, i del Festival Internacional de Cinema de Berlín el 2011. Ha estat membre del Teatre Alemany de Berlín des de 1998, on va interpretar Medea, i com a Franziska, a Minna von Barnhelm (2005). Al llarg de la seva carrera ha treballat amb Einar Schleef, Michael Thalheimer, Robert Wilson, Luc Bondy, Kušej Martin, Stefan Pucher, i Stephan Kimmig.
Nina Hoss recolzà la campanya Make poverty history (fes que la pobresa faci história). També és ambaixadora activa en contra de la circumcisió femenina. Com a continuació de l'activitat del seu pare, és ambaixadora de bona voluntat de l'Estat de Pará (Brasil) en contra de la destrucció del bosc i per a la millora de les condicions de vida dels pobles indígenes d'Amèrica del Sud.

## Filmografia

### Cinema
- 1996 - Und keiner weint mir nach (Joseph Vilsmaier)
- 1996 - Das Mädchen Rosemarie (TV, Bernd Eichinger)
- 1998 - Liebe deine Nächste! (Detlev Buck)
- 1998 - Feuerreiter (Nina Grosse)
- 1999 - Der Vulkan (Ottokar Runz])
- 2000 - Die Geiseln von Costa Rica (TV, Uwe Janson)
- 2002 - Emilia Galotti (TV, Michael Thalheimer)
- 2002 - Toter Mann (TV, Christian Petzold)
- 2002 - Nackt (Doris Dörrie)
- 2002 - Epsteins Nacht (Urs Egger)
- 2003 - Leonce und Lena (TV, Robert Wilson)
- 2003 - Wolfsburg (TV, Christian Petzold)
- 2004 - Bloch (sèrie de televisió)-Schwestern (TV, Edward Berger)
- 2005 - Die weisse Massai (La massai blanca) (Hermine Huntgeburth)
- 2006 - Leben mit Hannah o Hannah (Erica von Moeller)
- 2006 - Elementarteilchen (Oskar Roehler)
- 2007 - Yella (Christian Petzold)
- 2007 - Das Herz ist ein dunkler Wald (Nicolette Krebitz)
- 2008 - La dona de l'anarquista (Marie Noëlle i Peter Sehr)
- 2008 - Anonyma-Eine Frau in Berlin (Max Färberböck)
- 2009 - Jerichow (Christian Petzold)
- 2010 - Wir sind die Nacht (Dennis Gansel)
- 2011 - Fenster zum Sommer (Hendrik Handloegten)
- 2012 - Barbara (Christian Petzold)
- 2013 - Gold (Thomas Arslan)
- 2014 - A Most Wanted Man (Anton Corbijn)

### Premis i nominacions
- 1997: Premi DIVA (Premi alemany de video)
- 1997: premi TV alemanya Goldene Kamera 1996 a la millor jove actriu(commemoratiu en record de Lilli Palmer i Curd Jürgens)
- 1999: Festival Internacional de Cinema de Mont-real-Premi a la millor actriu pel seu paper en la Der Vulkan (El volcà)
- 2000: Shooting Star (Auszeichnung) del Festival Internacional de Cinema de Berlín
- 2003: Premi Adolf Grimme, Or per representació (ficció i entreteniment) de Toter Mann (Home mort)
- 2005: Premi Adolf Grimme, Or per representació (ficció i animació) a Wolfsburg amb Benno Fürmann i Christian Petzold (Escriptor i Director)
- 2006: Bayerischer Filmpreis 2005, Premi actriu per la millor actuació a Die weisse Massai (La massai blanca)
- 2006: Berliner Bär (del diari sensacionalista B.Z.-Kulturpreis)
- 2007: Gertrud-Eysoldt-Ring 2006 pel seu paper protagonista a Medea al Teatre Alemany de Berlín
- 2007: Os de Plata a la millor interpretació femenina a la Berlinale pel seu paper protagonista a Yella
- 2008: Premi DIVA. Actriu de l'any
- 2008: Deutscher Filmpreis (Bundesfilmpreis o Premi Lola) pel seu paper protagonista a Yella
- 2008: Premi Jupiter en la categoria millor actriu alemanya a Yella
- 2008: Premi d'Art Dramàtic al Festival de Cinema Alemany (Festival des deutschen Films) amb Devid Striesow.
- 2009: Premi de cinema de Bremen
- 2009: Orde del Mèrit de Baden-Württemberg
- 2010: Orde del Mèrit de Berlín
- 2013: Condecoració de la República Federal Alemanya (Bundesverdienstkreuz)